# Ciencia cognitiva corporizada
La ciencia cognitiva corporizada (embodied cognitive science), también llamada ciencia cognitiva encarnada, es el paradigma de las ciencias cognitivas que sostiene que muchas características de la cognición, humana o no, están determinadas por aspectos de todo el cuerpo del organismo. Las características de la cognición incluyen construcciones mentales de alto nivel (como conceptos y categorías) y desempeño en diversas tareas cognitivas (como razonamiento o juicio). Los aspectos del cuerpo incluyen el sistema motor, el sistema perceptivo, las interacciones corporales con el entorno (situatedness) y las suposiciones sobre el mundo que están integradas en la estructura del organismo.

## La tesis de la cognición corporizada
La tesis de la mente corporizada (o cognición corporizada) desafía a otras teorías como el intelectualismo, el funcionalismo computacional y el dualismo cartesiano. La tesis corporizada está estrechamente relacionada con las tesis de la mente extendida, la cognición situada y el enactivismo. La versión moderna se basa en los conocimientos extraídos de investigaciones recientes en psicología, lingüística, ciencia cognitiva, sistemas dinámicos, inteligencia artificial, robótica, cognición animal y neurobiología.
Los defensores de la tesis de la cognición corporizada enfatizan el papel activo y significativo que tiene el cuerpo en la forma que toma la cognición y la necesidad de considerar al cuerpo en la comprensión de la mente y las capacidades cognitivas de un agente. En filosofía, la cognición corporizada sostiene que la cognición de un agente, en lugar de ser el producto de meras representaciones abstractas (innatas) del mundo, está fuertemente influenciada por aspectos del cuerpo del agente más allá del solo cerebro. Por tanto, la tesis de la corporización busca reintroducir las experiencias corporales de un agente en cualquier explicación de la cognición. Es una tesis bastante amplia y abarca variantes tanto débiles como fuertes de la misma. En su intento de reconciliar la ciencia cognitiva con la experiencia humana, el enfoque enactivo de la cognición de Francisco Varela, Evan Thompson y Eleanor Rosch define la “corporización” de la siguiente manera: 

“Al usar el término corporizado queremos resaltar dos puntos: primero, que la cognición depende de los tipos de experiencia que provienen de tener un cuerpo con varias capacidades sensoriomotoras, y segundo, que estas capacidades sensoriomotoras individuales están embebidas en un entorno biológico, psicológico y cultural más amplio.”

— Francisco J. Varela, Evan Thompson, Eleanor Rosch. The Embodied Mind: Cognitive Science and Human Experience, pp. 172–173.

Este doble sentido que Varela y colaboradores atribuyen a la tesis de la corporización enfatiza los muchos aspectos de la cognición en los que están involucrados los investigadores de diferentes campos, como la filosofía, la ciencia cognitiva, la inteligencia artificial, la psicología y la neurociencia. Esta caracterización general de la encarnación enfrenta algunas dificultades: una consecuencia de este énfasis en el cuerpo, la experiencia, la cultura, el contexto y los mecanismos cognitivos de un agente en el mundo es que a menudo se superponen visiones y enfoques distintos de la cognición encarnada. De hecho, por ejemplo, las tesis de la cognición extendida y de la cognición situada suelen presentarse entrelazadas y no siempre son separadas cuidadosamente. De manera similar, dado que cada uno de estos aspectos de la tesis de la corporización es adoptado en diferentes grados, la cognición corporizada debe considerarse como un programa de investigación amplio en lugar de como una teoría unificada bien definida.
Algunos autores explican la tesis de la corporización (encarnación) argumentando que la cognición depende del cuerpo del agente y sus interacciones con un entorno determinado. En consecuencia, la cognición en los sistemas biológicos reales no es un fin en sí misma, sino que está constreñida por los objetivos y capacidades del sistema. Sin embargo, argumentan, tales constreñimientos no implican que la cognición se defina únicamente por la conducta adaptativa (o autopoiesis), sino que la cognición requiere “algún tipo de procesamiento de información... la transformación o comunicación de la información entrante”. La adquisición de dicha información implica la “exploración y modificación del medio ambiente” por parte del agente.

“Sin embargo, sería un error suponer que la cognición consiste simplemente en construir representaciones de máxima exactitud de la información entrante... la obtención de conocimiento es un paso para lograr el objetivo más inmediato de guiar el comportamiento en respuesta al entorno cambiante del sistema...” 

- Marcin Miłkowski. Explaining the Computational Mind, p. 4.

Otro enfoque para comprender la cognición corporizada proviene de una caracterización más restringida de la tesis de la corporización. La siguiente visión más restringida de la encarnación no solo evita cualquier compromiso con fuentes externas distintas del cuerpo, sino que también permite diferenciar entre cognición corporizada, cognición extendida y cognición situada. Por lo tanto, podemos especificar la tesis de corporización de la siguiente manera:

Tesis de la corporización: muchas características de la cognición son corporizadas en el hecho de que dependen profundamente de las características del cuerpo físico de un agente, de modo que el cuerpo del agente más allá del cerebro juega un papel causal significativo, o un papel físicamente constitutivo, en el procesamiento cognitivo de ese agente.. 

—R. A. Wilson y L. Foglia, Embodied cognition en la Stanford Encyclopedia of Philosophy.

Esta tesis señala la idea central de que el cuerpo de un agente juega un papel importante en la configuración de diferentes características de la cognición como la percepción, la atención, la memoria, el razonamiento, entre otros. En consecuencia, estas características de la cognición dependen del tipo de cuerpo que tenga un agente. Además, la tesis omite la mención directa de algunos aspectos del “contexto biológico, psicológico y cultural más amplio” incluido por Varela et al. y, por tanto, hace posible separar la cognición corporizada, la cognición extendida y la cognición situada.
La tesis de la mente extendida, en contraste con la tesis de la corporización, no limita el procesamiento cognitivo al cerebro pero tampoco al cuerpo, sino que lo extiende hacia el mundo del agente. Por otra parte, la tesis de la cognición situada enfatiza que esta extensión no es solo una cuestión de incluir recursos que están fuera de la cabeza, sino que enfatiza el papel de sondear y modificar la interacción del agente con su mundo.

## El alcance de la cognición corporizada
La cognición corporizada sostiene que varios factores tanto internos como externos (como el cuerpo y el medio ambiente) juegan un papel en el desarrollo de las capacidades cognitivas de un agente, del mismo modo que se dice que constructos mentales (como los pensamientos y los deseos) influyen en las acciones corporales del agente. Por esta razón, la cognición incorporada se considera un programa de investigación de amplio alcance, más que una teoría unificada y bien definida. Un enfoque científico de la cognición corporizada alcanza, inspira y reúne ideas de varias áreas de investigación, cada una con su propio enfoque de la corporización, pero en un esfuerzo conjunto para investigar (metódicamente) la cognición corporizada.
Los lingüistas cognitivos George Lakoff, Mark Johnson, Mark Turner y Rafael E. Núñez (entre otros) han escrito una serie de libros que abordan el carácter encarnado de la cognición, y han formulado conceptos relevantes para la vertiente lingüística de la ciencia cognitiva corporizada, entre ellos los conceptos de “metáfora conceptual” y “esquema de imagen”.
Irina Trofimova a su vez confirmó experimentalmente los fenómenos de “proyección a través de capacidades”, fenómeno característico de la teoría corporizada.
Investigadores de robótica como Rodney Brooks, Hans Moravec y Rolf Pfeifer han argumentado que la verdadera inteligencia artificial solo puede lograrse mediante máquinas que tengan habilidades sensoriales y motoras y estén conectadas al mundo a través de un cuerpo. Los conocimientos de estos investigadores en robótica han inspirado a filósofos como Andy Clark y Horst Hendriks-Jansen.
Los neurocientíficos Gerald Edelman, Antonio Damasio y otros han delineado la conexión entre el cuerpo, las estructuras individuales en el cerebro y aspectos de la mente como la conciencia, la emoción, la autoconciencia y la voluntad.
La teoría biológica de la autopoiesis de Humberto Maturana y Francisco Varela, también inspiró a Francisco Varela, Eleanor Rosch y Evan Thompson a desarrollar una teoría corporizada particular a la que llamaron enactivismo. El enactivismo sostiene que los agentes cognitivos no procesan representaciones simbólicas que recuperen propiedades de un mundo objetivo sino que crean activamente sus propios mundos subjetivos mediante su acción sensorimotora.
La teoría motora de la percepción del habla propuesta por Alvin Liberman y sus colegas de los Laboratorios Haskins sostiene que la identificación de palabras está corporizada en la percepción de los movimientos corporales mediante los cuales se producen las palabras habladas. En un trabajo relacionado que realizaron en Haskins, Paul Mermelstein, Philip Rubin, Louis Goldstein y sus colegas desarrollaron herramientas de síntesis articulatoria para modelar computacionalmente la fisiología y la aeroacústica del tracto vocal, demostrando cómo constreñimientos biológicos dan forma a la cognición y la percepción del habla. Esto se extendió al dominio audiovisual mediante el enfoque de “cabezas parlantes” de Eric Vatikiotis-Bateson, Rubin y otros colegas.

## Lingüística cognitiva
George Lakoff y sus colaboradores han desarrollado varias líneas de evidencia que sugieren que las personas usan su comprensión de objetos, acciones y situaciones físicas familiares (como contenedores, espacios, trayectorias) para comprender otros dominios más complejos (como las matemáticas, las relaciones o la muerte). Lakoff sostiene que toda la cognición se basa en el conocimiento que proviene del cuerpo y que otros dominios son mapeados a nuestro conocimiento corporizado mediante una combinación de metáfora conceptual, esquemas de imágenes y prototipos.

### Metáfora conceptual
Lakoff y Mark Johnson demostraron que los humanos usan la metáfora de manera ubicua y que las metáforas operan a un nivel conceptual (es decir, mapean un dominio conceptual sobre otro), involucran un número ilimitado de expresiones individuales y que la misma metáfora se usa convencionalmente en toda una cultura. Lakoff y sus colaboradores han recopilado miles de ejemplos de metáforas conceptuales en muchos dominios.
Por ejemplo, la gente suele utilizar el lenguaje sobre viajes para discutir la historia y el estado de una historia de amor, una metáfora que Lakoff y Johnson llaman "EL AMOR ES UN VIAJE". Se usa en expresiones como: “llegamos a una encrucijada”, “nos separamos”, “chocamos contra las rocas” (como en un viaje por mar), “ella está en el asiento del conductor” o, simplemente, “estamos juntos”. Estas metáforas que involucran el concepto de amor están ligadas a la experiencia física corporizada de viajar y a las emociones asociadas con un viaje.

### Esquema de imagen
Un esquema de imagen (en plural esquemas de imágenes) es una estructura recurrente dentro de nuestros procesos cognitivos que establece patrones de comprensión y razonamiento. Los esquemas de imágenes se forman a partir de nuestras interacciones corporales, a partir de la experiencia lingüística y del contexto histórico. El término fue introducido por Mark Johnson en el libro The Body In The Mind y en el estudio de caso 2 de Women, Fire and Dangerous Things de George Lakoff, y es explicado también por Todd Oakley en The Oxford Handbook of Cognitive Linguistics, y por Rudolf Arnheim en Visual Thinking, de la colección From Perception to Meaning: Image Schemas in Cognitive Linguistics editada por Beate Hampe.
En la lingüística cognitiva contemporánea, un esquema de imagen se considera una estructura prelingüística corporizada de la experiencia que motiva los mapeos de metáforas conceptuales. Aprendidos en la primera infancia, a menudo son descritos como relaciones espacio-temporales que permiten acciones y describen características del entorno. Existen tanto en versiones estáticas como dinámicas, que describen tanto estados como procesos. Un ejemplo de esquema de imagen estático es Contención y ejemplos de esquemas dinámicos son Entrada / Salida. Se aprenden de todas las modalidades sensoriales.
La evidencia de los esquemas de imagen se ha obtenido de una serie de disciplinas relacionadas, incluido el trabajo sobre cognición intermodal en psicología, en cognición espacial tanto en lingüística como en psicología, lingüística cognitiva, y neurociencia. Las influencias de los esquemas de imágenes no solo se ven en la lingüística cognitiva y la psicología del desarrollo, sino también en el diseño de interfaces  y, más recientemente, la teoría se ha vuelto de mayor interés en la inteligencia artificial y la robótica cognitiva, para ayudar a enraizar el significado.

## Neurociencia
El concepto de teoría corporizada ha influido en la neurociencia cognitiva, por ejemplo en las propuestas de Gerald Edelman sobre la memoria no representacional y acerca de cómo la selección de grupos neuronales y la degeneración neuronal dan como resultado una categorización emergente.
Desde una perspectiva neurocientífica, la teoría de la cognición corporizada examina la interacción de los sistemas neurológicos sensoriomotor, cognitivo y afectivo. La tesis de la mente encarnada es compatible con algunas visiones de la cognición promovidas en neuropsicología, como las teorías de la conciencia de Vilayanur S. Ramachandran, Gerald Edelman y Antonio Damasio.
Históricamente, la visión de la cognición heredada por la mayor parte de la neurociencia cognitiva ha sido de naturaleza internalista. El comportamiento de un agente y su capacidad para mantener una representación (precisa) del entorno que le rodea son entendidos como el producto de “cerebros poderosos que pueden mantener modelos del mundo y diseñar planes”. Desde esa perspectiva, conocer es algo que hace un cerebro aislado. Por el contrario, aceptar el papel que juega el cuerpo durante los procesos cognitivos nos permite una visión más global de la cognición. El comportamiento exitoso en escenarios del mundo real exige la integración de varias capacidades sensoriomotoras y cognitivas (así como afectivas) de un agente. Por lo tanto, es en la relación entre un agente y su entorno, y no solo en el cerebro, donde surge la cognición.
El trabajo de modelado de neurocientíficos cognitivos como Francisco Varela y Walter Freeman busca explicar la cognición corporizada y situada en términos de la teoría de sistemas dinámicos y neurofenomenología, pero rechazando la idea de que el cerebro use representaciones (una posición también adoptada por Gerhard Werner). En general, se pueden emplear múltiples métodos, como técnicas de neuroimagen, experimentos de comportamiento y modelos dinámicos, para respaldar e investigar más a fondo desde una perspectiva neurocientífica la tesis de la cognición corporizada.

## Inteligencia artificial
La investigación de IA proporciona otra línea de evidencia que respalda la tesis de la mente corporizada. En la historia temprana de la IA, los éxitos en la programación de tareas de razonamiento de alto nivel, como jugar al ajedrez, llevaron a un optimismo infundado de que todos los problemas de la IA se resolverían con relativa rapidez. Estos programas simulaban inteligencia utilizando lógica y símbolos abstractos de alto nivel (un enfoque llamado “Good old-fashioned I.A.”, “la buena IA pasada de moda”). Este enfoque “incorpóreo” tropezó con serias dificultades en las décadas de 1970 y 1980, cuando los investigadores descubrieron que el razonamiento abstracto e incorpóreo era muy ineficaz y no podía alcanzar niveles humanos de competencia en muchas tareas simples.
Las agencias de financiación (como DARPA) retiraron la financiación porque el campo de la IA no había logrado sus objetivos declarados, lo que llevó a un período difícil ahora conocido como el “invierno de la IA”. Muchos investigadores de IA comenzaron a dudar de que el razonamiento simbólico de alto nivel pudiera funcionar lo suficientemente bien como para resolver problemas simples.
El especialista en robótica Rodney Brooks argumentó que estos enfoques simbólicos estaban fallando porque los investigadores no apreciaban la importancia de las habilidades sensoriomotoras para la inteligencia en general, y aplicó estos principios a la robótica, un enfoque al que llamó “Nouvelle AI”). Otra nueva dirección exitosa fueron las redes neuronales, programas basados en las estructuras reales dentro del cuerpo humano que daban lugar a la inteligencia y el aprendizaje. En los años 90, la IA estadística alcanzó altos niveles de éxito en la industria sin utilizar ningún razonamiento simbólico, sino utilizando técnicas probabilísticas para hacer “conjeturas” y mejorarlas de forma incremental. Este proceso es similar a la forma en que los seres humanos pueden tomar decisiones rápidas e intuitivas sin detenerse a razonar simbólicamente.